# Derrinallum
Derrinallum – miasto w Australii, w stanie Wiktoria.